# العلاقات الكويتية الغواتيمالية
العلاقات الكويتية الغواتيمالية هي العلاقات الثنائية التي تجمع بين الكويت وغواتيمالا.

## مقارنة بين البلدين
هذه مقارنة عامة ومرجعية للدولتين:
| وجه المقارنة                                              | الكويت        | غواتيمالا       |
| --------------------------------------------------------- | ------------- | --------------- |
| المساحة (كم2)                                             | 17.82 ألف     | 108.89 ألف      |
| عدد السكان (نسمة)                                         | 4.14 مليون    | 17.26 مليون     |
| الكثافة السكانية (ن./كم²)                                 | 232.32        | 158.51          |
| العاصمة                                                   | مدينة الكويت  | غواتيمالا       |
| اللغة الرسمية                                             | اللغة العربية | اللغة الإسبانية |
| العملة                                                    | دينار كويتي   | كتزال غواتيمالي |
| الناتج المحلي الإجمالي (بليون دولار)                      | 120.13 مليار  | 75.62 مليار     |
| الناتج المحلي الإجمالي (تعادل القوة الشرائية) بليون دولار | 290.53 مليار  | 126.21 مليار    |
| الناتج المحلي الإجمالي الاسمي للفرد دولار أمريكي          | 29.30 ألف     | 3.90 ألف        |
| الناتج المحلي الإجمالي للفرد دولار أمريكي                 | 73.25 ألف     | 7.45 ألف        |
| مؤشر التنمية البشرية                                      | 0.816         | 0.627           |
| رمز المكالمات الدولي                                      | +965          | +502            |
| رمز الإنترنت                                              | .kw           | .gt             |
| المنطقة الزمنية                                           | ت ع م+03:00   | 00              |

## منظمات دولية مشتركة
يشترك البلدان في عضوية مجموعة من المنظمات الدولية، منها:
| علم المنظمة | اسم المنظمة                               | تاريخ انضمام الكويت | تاريخ انضمام غواتيمالا |
| ----------- | ----------------------------------------- | ------------------- | ---------------------- |
|             | المنظمة الهيدروغرافية الدولية             | ?                   | ?                      |
|             | الاتحاد البريدي العالمي                   | ?                   | ?                      |
|             | يونسكو                                    | 18 نوفمبر 1960      | 2 يناير 1950           |
|             | البنك الدولي للإنشاء والتعمير             | 13 سبتمبر 1962      | 28 ديسمبر 1945         |
|             | منظمة التجارة العالمية                    | ?                   | ?                      |
|             | وكالة ضمان الاستثمار متعدد الأطراف        | 12 أبريل 1988       | 11 يوليو 1996          |
|             | الاتحاد الدولي للاتصالات                  | 14 أغسطس 1959       | 10 يوليو 1914          |
|             | منظمة الشرطة الجنائية الدولية             | ?                   | ?                      |
|             | مؤسسة التمويل الدولية                     | 13 سبتمبر 1962      | 20 يوليو 1956          |
|             | الأمم المتحدة                             | 14 مايو 1963        | 21 نوفمبر 1945         |
|             | مؤسسة التنمية الدولية                     | 13 سبتمبر 1962      | 27 أبريل 1961          |
|             | منظمة حظر الأسلحة الكيميائية              | ?                   | ?                      |
|             | المركز الدولي لتسوية المنازعات الاستشارية | 4 مارس 1979         | 20 فبراير 2003         |

## وصلات خارجية
- موقع وزارة الخارجية الكويتية
- موقع وزارة الخارجية الغواتيمالية